# Waldhausen (Lorch)

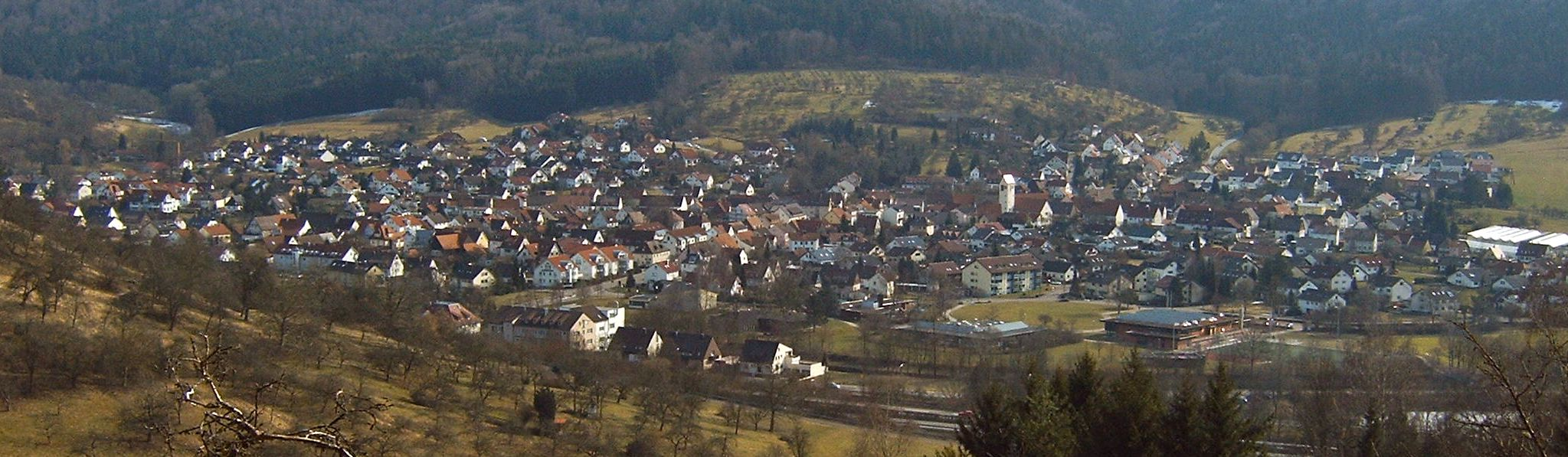
Waldhausen von Nordwesten

Waldhausen ist ein Ort im Remstal in Baden-Württemberg. Er war bis 1971 selbständige Gemeinde und ist seit 1972 Stadtteil von Lorch.

## Ehemalige Ortsteile
Die Beschreibung des Oberamts Welzheim vom 1845 nennt neben dem Hauptort folgende Siedlungen:
- Weitmars
- Rattenharz
- Erlenhof
- Marbächle
- Pulzhof
- Schneiderhof (heute zu Börtlingen)
- Walkersmühle
- Vogelhof mit Elisabethenberg (s. u.)

## Geologie und Geographie

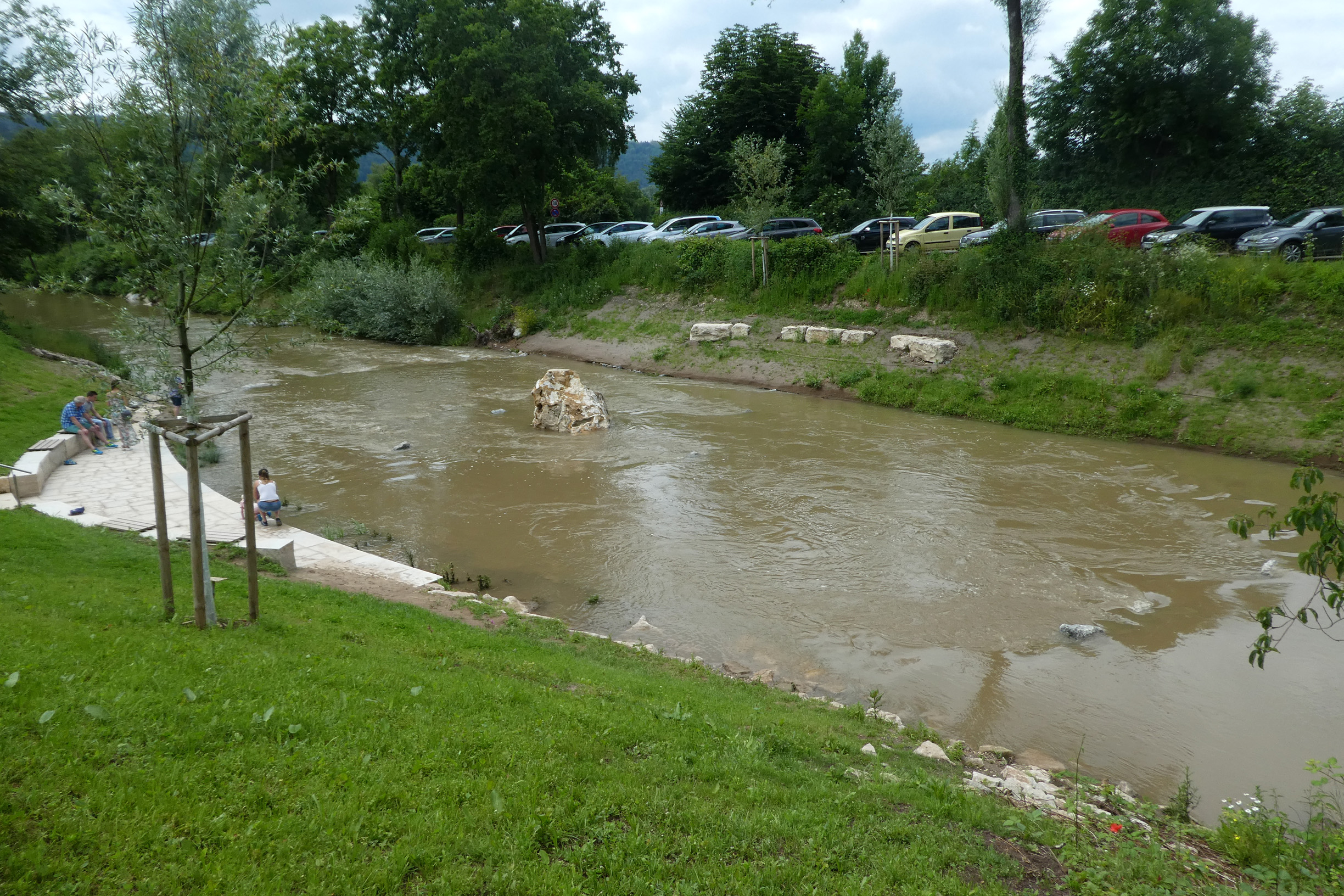
Remsmittelpunkt

Waldhausen liegt etwa zehn Kilometer östlich von Schorndorf, etwa 34 Kilometer östlich von Stuttgart und dreizehn Kilometer westlich von Schwäbisch Gmünd.
Die Rems hat sich zwischen Mögglingen und Endersbach ein Tal im Keuper gegraben. Oberhalb Waldhausens wechselt sie aus den weniger leicht erodierenden sandstein- und tonreichen Schichten von Stuben-, Kiesel- und Schilfsandstein in den evaporitreichen Gipskeuper, der leicht ausgewaschen wird. Der Übergang zeigt sich morphologisch in einer markanten Talweitung des unteren Tales.
Im Tal, insbesondere im Bereich der Einmündung von Seitentälern, lagerten sich große Kiesbänke ab, die das Gelände sumpfig machten. Zwischen Lorch und Waldhausen baute man an der Mündung des Walkersbachs große Vorkommen im 20. Jahrhundert weitgehend ab, wovon Baggerseen mit einer Gesamtfläche von 6,7 ha im oberen Mündungsdreieck noch heute zeugen. Die Seen, von denen einer zeitweilig als Mülldeponie diente, stehen heute teilweise unter Naturschutz; viele Vogelarten haben sich neu angesiedelt und brüten hier. Dort erreicht die Rems ihren im Rahmen der Remstal-Gartenschau 2019 mit einem steinernen Monolith und einem Steinkreis neu angelegten
 „Remsmittelpunkt“, an dem der Fluss die Hälfte seines Weges zwischen Quelle und Mündung zurückgelegt hat.
Oberhalb des Ortes liegt an der Rems das 2008 fertiggestellte Hochwasserrückhaltebecken Lorch-Waldhausen.

## Geschichte

### Mittelalter
Die Namensendung „-hausen“ legt eine Siedlungsentstehung im 7. Jahrhundert nahe.
1188 wurde in einem Vertrag zwischen Kaiser Friedrich I. Barbarossa und König Alfons VIII. von Kastilien, in dem die Ehe zwischen Friedrichs Sohn Herzog Konrad II. von Schwaben und Alfons Tochter Berengaria vereinbart wurde, ein castrum Walthusin cum omnibus pertinenciis (dt.: Burg Waldhausen mit allem Zubehör) erwähnt. Wenn damit die abgegangene Burg auf dem nördlich gelegenen Elisabethenberg gemeint war, wäre 1188 das Ersterwähnungsjahr von Waldhausen. Die Burg gehörte mit weiteren 29 staufischen Gütern zur Morgengabe der Braut. Allerdings wurde diese Ehe niemals in die Praxis umgesetzt.
In einem Schutzbrief für das Kloster Adelberg werden die Herren „Egino und Adelbert von Waldhausen“, zwei Ministeriale der Staufer, als Zeugen genannt.  Um 1250 ging die Burg in Besitz der Grafen von Württemberg über; im Reichskrieg 1311 wurde sie zerstört.
Auf dem Elisabethenberg steht eine Kapelle, die der heiligen Elisabeth von Thüringen geweiht war und vermutlich dem Berg den Namen gegeben hat.

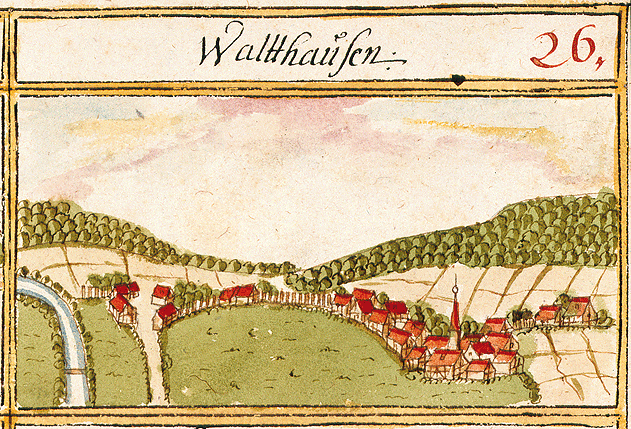
Ortsansicht von Andreas Kieser, 1685

1519 wurde der Ort im Rahmen eines Rachezuges des Obervogtes von Göppingen, Jörg Staufer von Bloßenstaufen, gegen Herzog Ulrich von Württemberg bis auf zwei Häuser niedergebrannt. 1535 wurde gemeinsam mit Lorch in Waldhausen die Reformation eingeführt.

### Neuzeit

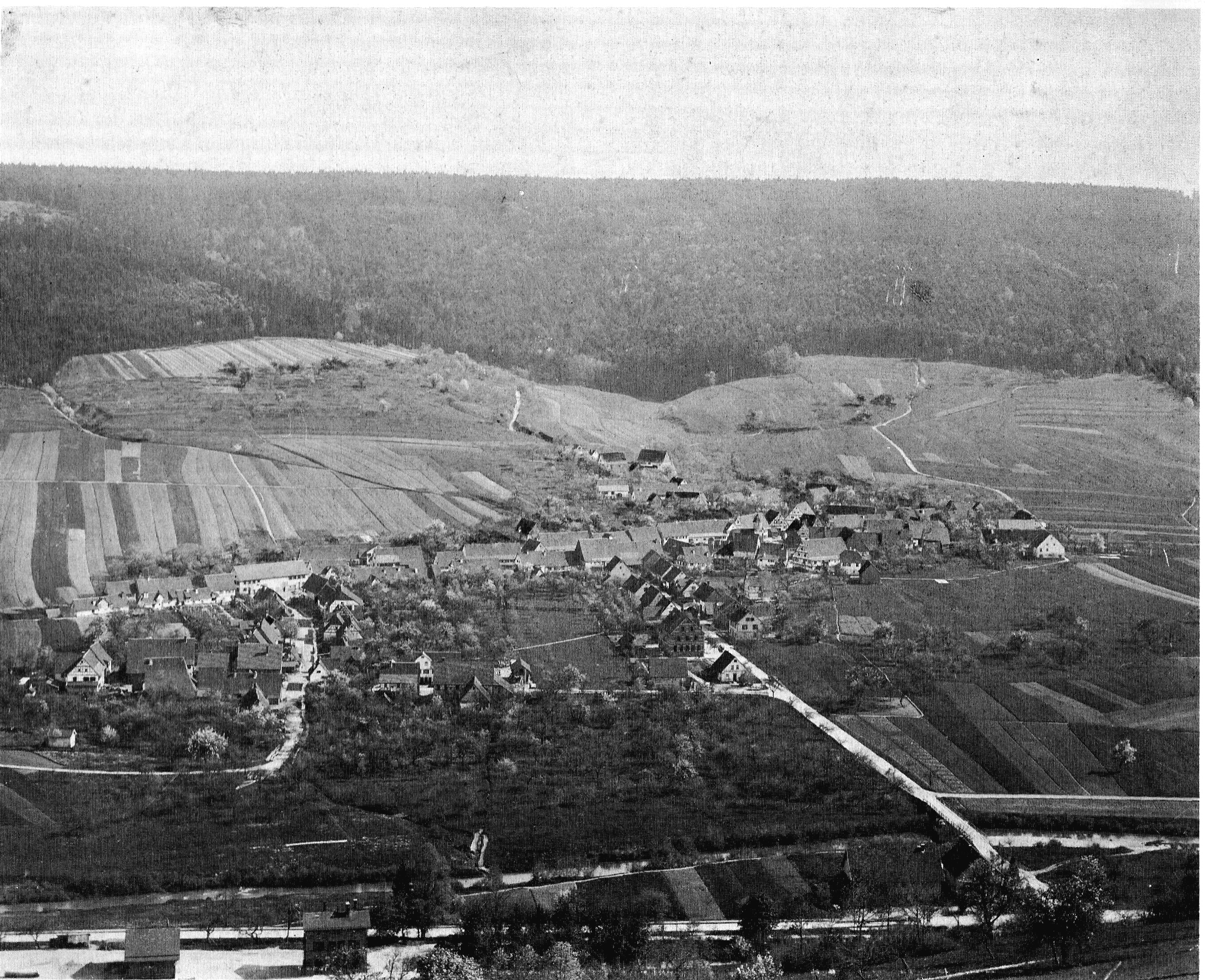
Waldhausen 1899, Ansicht vom Elisabethenberg

Die nördlich des Ortes jenseits der Rems vorbeiführende Remsbahn wurde 1861 im Abschnitt Bad Cannstatt–Wasseralfingen eingeweiht, allerdings zunächst ohne Station bei Waldhausen.
Da der bei Waldhausen vorkommende Schilfsandstein früher beim Hausbau begehrt war, wurde er in bis zu vier Steinbrüchen östlich von Waldhausen abgebaut, in denen um 1900 bis zu 25 Arbeiter beschäftigt waren.
1930 bestanden in Waldhausen nur zwei Industriebetriebe. Infolge der Weltwirtschaftskrise mussten beide schließen. Die früher in Waldhausen ausgeprägten alten Handwerksberufe waren bedeutungslos geworden. Praktisch alle Jugendlichen des Ortes waren arbeitslos. Am weit überdurchschnittlichen Ergebnis der NSDAP bei der Reichstagswahl 1933 ist der Zuspruch für den Nationalsozialismus abzulesen: 61,2 % gegenüber 41,9 % im Landesschnitt.
Zum Ende des Zweiten Weltkrieges waren in Waldhausen 635 durch Bombenangriffe obdachlos gewordene Großstadteinwohner untergebracht.
Anfang April 1945 bauten Volkssturm und Pioniere der Wehrmacht auf Waldhäuser Markung sechs Panzersperren und viele Schützenpositionen auf.
Am Morgen des 20. April stießen Einheiten der amerikanischen 44. Infanteriedivision sowohl nach Weitmars im Nordosten als auch von Lorch aus über Kirneck nach Rattenharz im Süden vor, wo sie Artillerie aufbauten. Der Einwohnerschaft gelang es, die meisten Panzersperren zu beseitigen; bei der letzten hinderten jedoch fünf Wehrmachtssoldaten sie daran. Die Amerikaner stellten ein Ultimatum und drohten, 20 Waldhäuser Bürger zu erschießen, worauf auch hier die Durchfahrt frei wurde.

### Nach dem Zweiten Weltkrieg

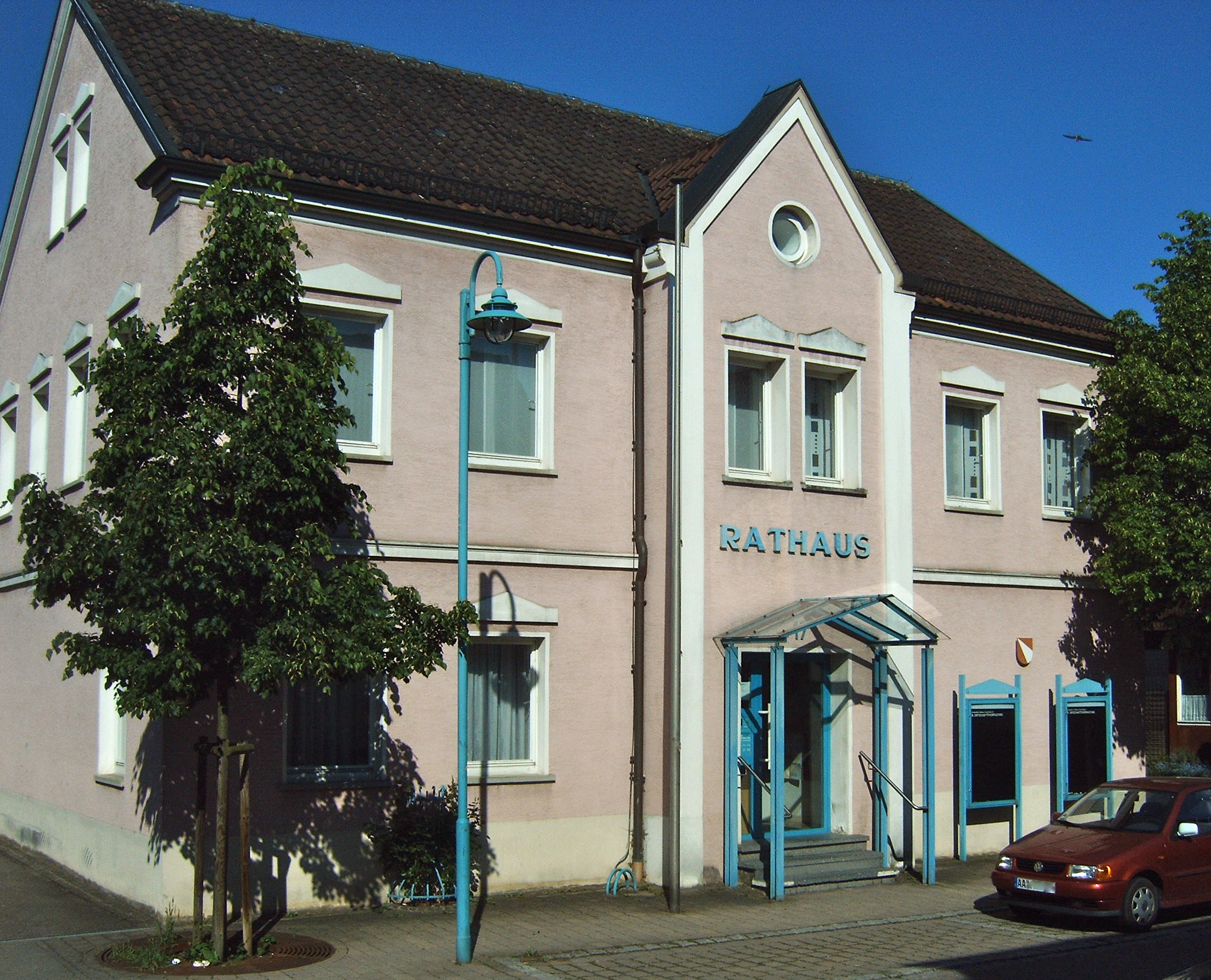
Rathaus der ehemaligen Gemeinde Waldhausen

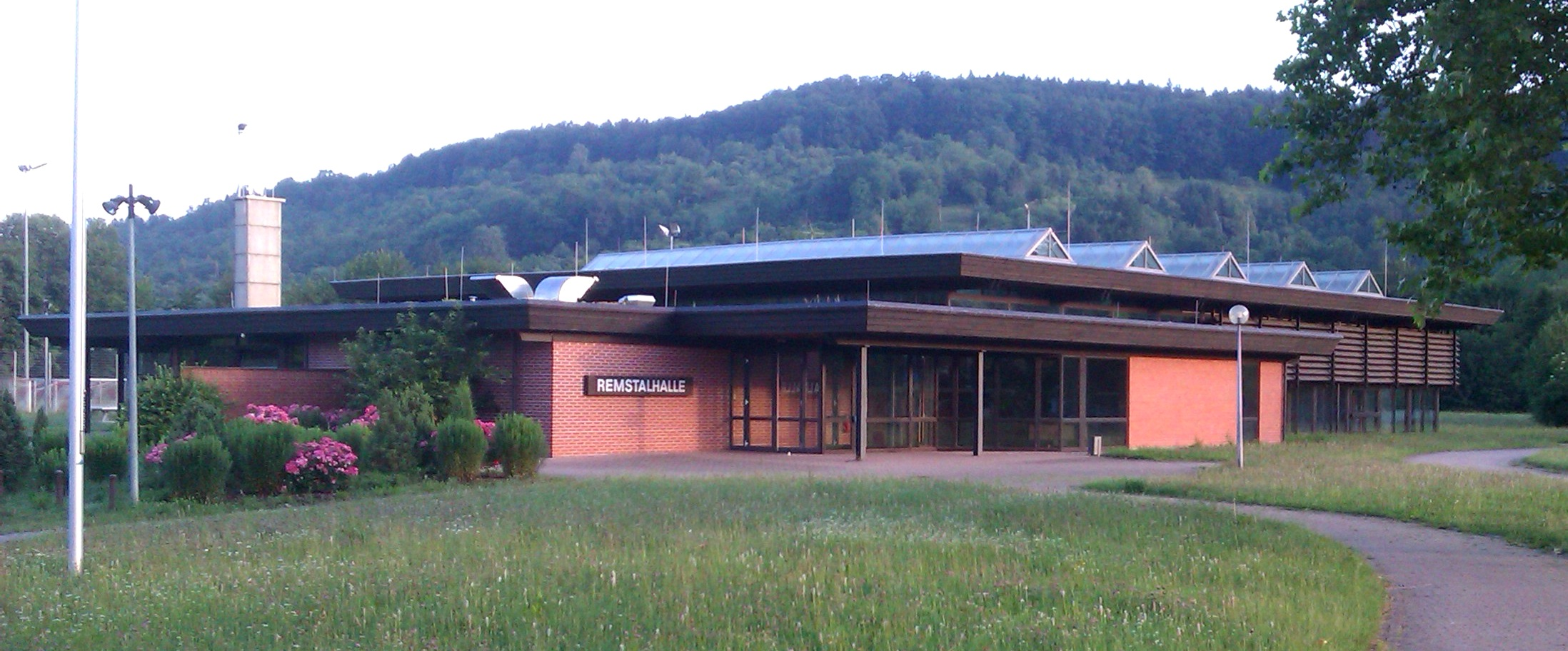
Remstalhalle

In den 1950er-Jahren ließen sich einige Speditionen in Waldhausen nieder, weil Waldhausen innerhalb der Güternahverkehrszone sowohl des Heilbronner Hafens als auch der Stadt Ulm lag; dieser Zustand hielt sich aber nur wenige Jahre bis zu einer Neuvermessung der Zonen.
Vom 2. bis 5. Mai 1956 setzte ein Hochwasser der Rems viele Straßen und Keller unter Wasser. 1967 wurde die Hauptschule Waldhausen geschlossen; die Schüler wurden der Hauptschule Lorch zugeordnet. Im Jahr 1969 wurde die Sammelkläranlage Lorch-Waldhausen, in Waldhausen stehend und mit der Nachbarstadt realisiert, in Betrieb genommen.
Anfang der 1970er-Jahre zeichnete sich im Rahmen der Gebietsreform in Baden-Württemberg ab, dass Waldhausen, damals 2800 Einwohner, auf Dauer nicht selbstständig bleiben konnte. Die zentrale Planung sah vor, einen Lorch und Waldhausen umfassenden Verwaltungsraum zu schaffen. Dem entsprach, dass es bereits durch Kirchenbezirk, Schulbezirke, Kläranlage u. a. Verflechtungen mit Lorch gab. Da aber auch der Landkreis Schwäbisch Gmünd zur Disposition stand, kamen in Waldhausen Wünsche auf, durch Zusammenschluss mit Plüderhausen Anschluss an den damaligen Landkreis Waiblingen und damit an den Raum Mittlerer Neckar (heute Region Stuttgart) zu bekommen. Bei einer Bürgerbefragung im November 1970 standen drei Optionen zur Wahl: Beibehaltung der Selbstständigkeit, Zusammenschluss mit Lorch und Zusammenschluss mit Plüderhausen. Bei hoher Beteiligung fielen fast gleiche Anteile auf jede Option, wobei der Zusammenschluss mit Plüderhausen knapp vorne lag. Die damit verbundene Umgliederung Waldhausens zum Landkreis Waiblingen stieß jedoch beim Innenministerium auf Ablehnung. Daraufhin trieb die Gemeinde den Zusammenschluss mit Lorch voran. Am 12. September 1971 wurde dieser durch eine sehr knapp ausgegangene Bürgerabstimmung bestätigt, am 14. September vom Gemeinderat einstimmig beschlossen und am 17. September unterzeichnet. Der Zusammenschluss trat zum 1. Januar 1972 in Kraft.

### Bürgermeister der ehemaligen Gemeinde
- 1954–1971: Walter Kübler (1924–2012)

## Bevölkerungsentwicklung
Die Einwohnerzahlen bis 2009 beinhalten Waldhausen, Weitmars, Rattenharz und die weiteren Gehöfte.
| Jahr | Einwohner |
| ---- | --------- |
| 1845 | 1474      |
| 1895 | 1320      |
| 1900 | 1418      |
| 1905 | 1421      |
| 1910 | 1447      |

| Jahr | Einwohner |
| ---- | --------- |
| 1925 | 1596      |
| 1939 | 1609      |
| 1945 | 2169      |
| 1948 | 2137      |
| 1950 | 2218      |

| Jahr | Einwohner |
| ---- | --------- |
| 1955 | 2394      |
| 1960 | 2474      |
| 1965 | 2644      |
| 1970 | 2973      |
| 1975 | 3172      |

| Jahr | Einwohner |
| ---- | --------- |
| 1980 | 3260      |
| 1990 |           |
| 2000 |           |
| 2009 | 4012      |
| 2012 | 02698 1   |

## Bauwerke

### Kirchen

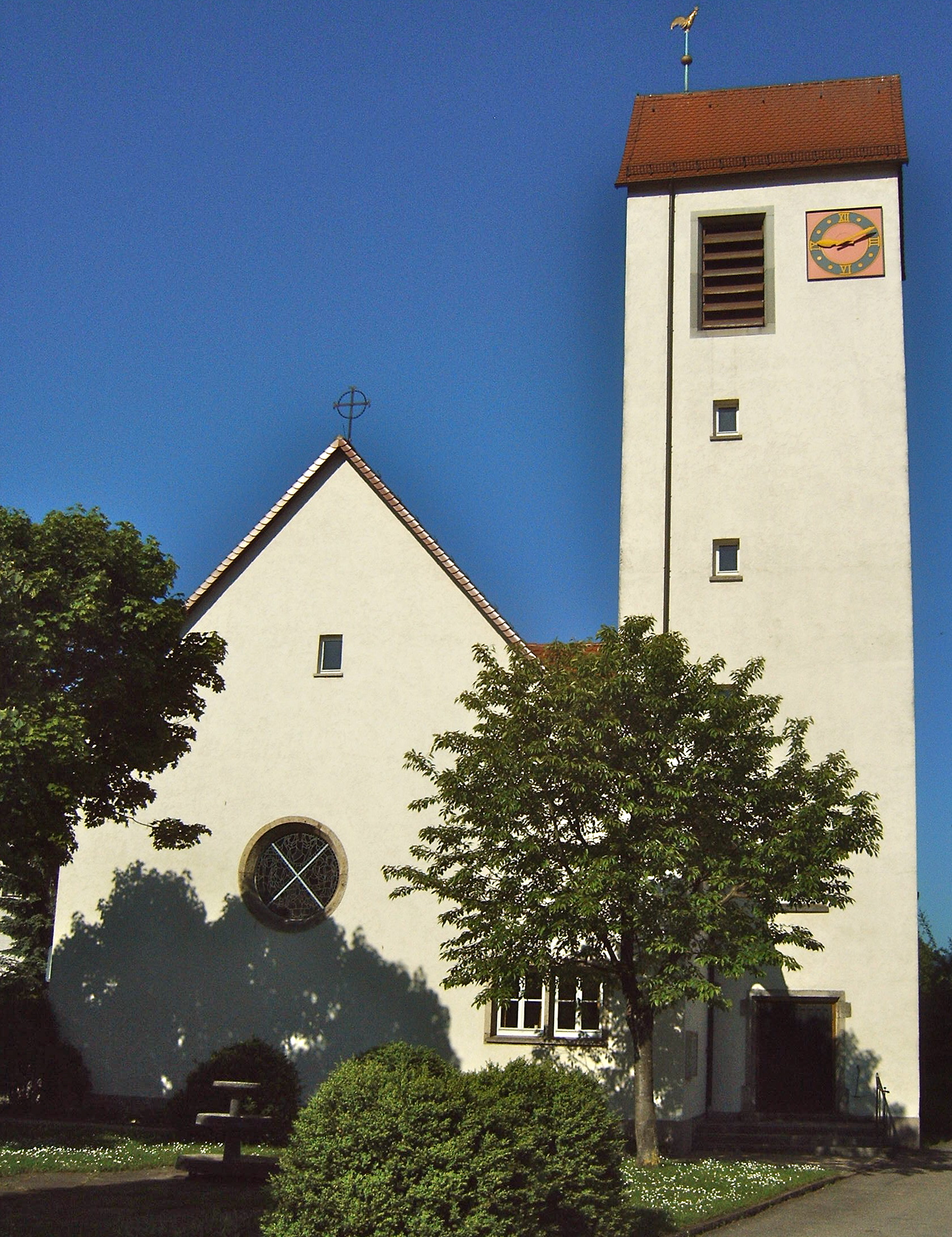
Evangelische Martin-Luther-Kirche

1507 wurde die Ortskirche als Marienkirche erbaut, und nach dem Dreißigjährigen Krieg 1659 restauriert.
Sie wurde 1957 wegen Baufälligkeit abgetragen. Sie war auch zu klein und der Innenraum laut einer Notiz aus dem 19. Jahrhundert „mit Emporen also verstellt, daß dem Licht nur ein spärlicher Zutritt zu ihr gestattet wird“. Von 1954 bis 1956 wurde mit der Martin-Luther-Kirche direkt daneben eine neue evangelische Kirche gebaut, die am 15. April 1956 eingeweiht wurde. 2013 wurde der Grundriss der alten Marienkirche wieder sichtbar gemacht.
Am 12. November 1972 wurde die katholische Kirche St. Elisabeth geweiht.

### Elisabethenberg

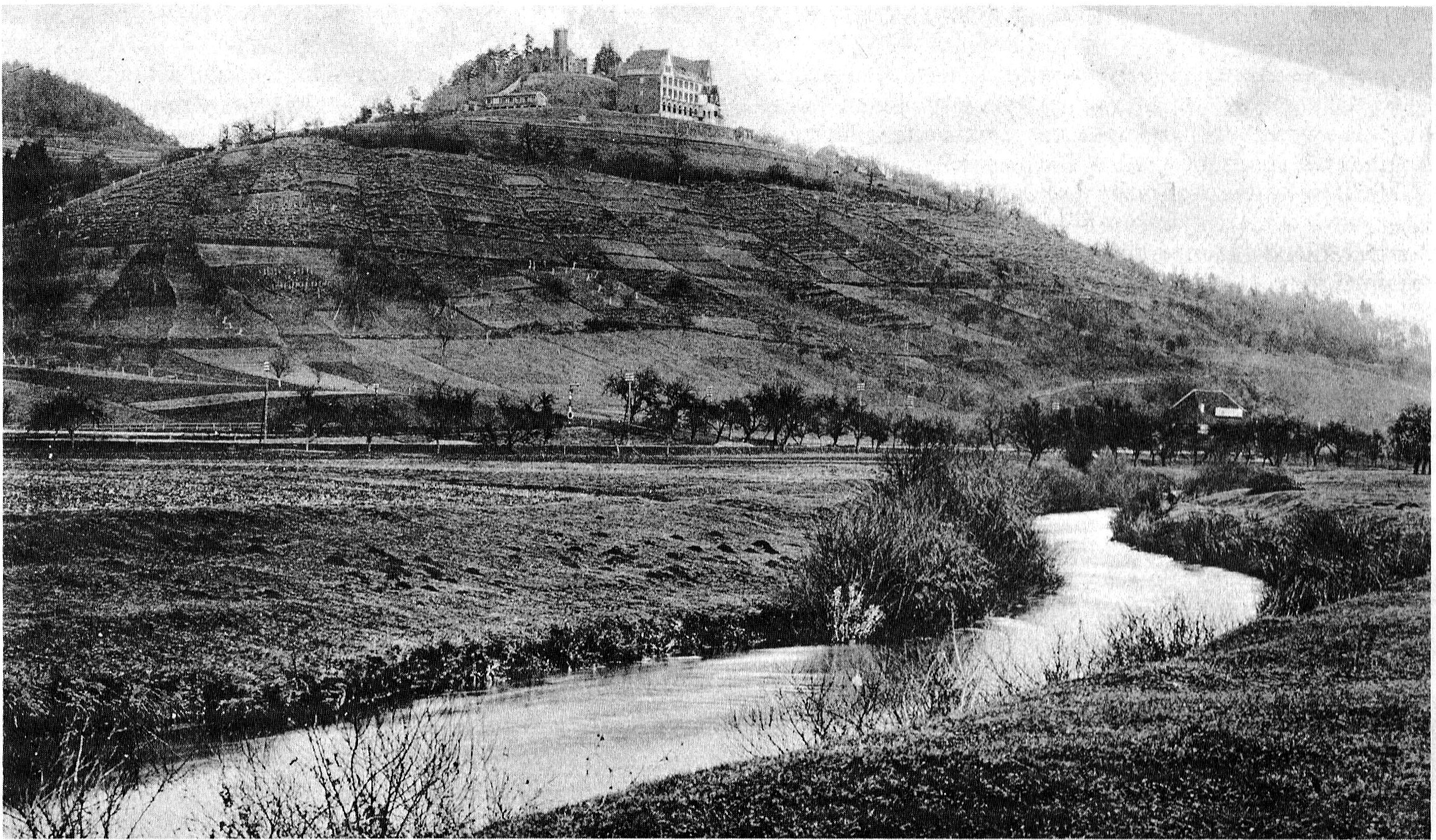
Elisabethenberg um 1907

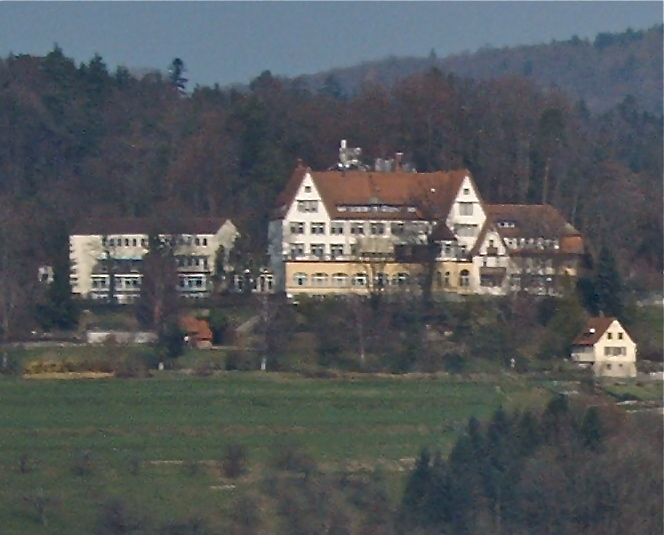
Elisabethenberg 2009

Den Elisabethenberg, dessen mittelalterliche Geschichte oben erwähnt ist, kaufte 1876 Eduard Weitzel, Theosoph und Führer einer Sonnensekte. Er ließ die Grundmauern der zerstörten Burg freilegen und darauf unter Verwendung alter Buckelquader ein Landhaus bauen sowie ein Laboratorium zur Erzeugung esoterischer Kräuterschnäpse. Nachbesitzer erweiterten das Anwesen und eröffneten 1899 eine Kuranstalt mit Schwimmbad und Park. Die Anstalt diente während des Ersten Weltkriegs als Reservelazarett. 1920 erwarb die Reichsbahnbetriebskrankenkasse die Anstalt und betrieb ein Erholungsheim für Eisenbahner. Ab 1939 betrieb die Reichsbahnversicherungsanstalt eine Kindertuberkuloseheilstätte, welche die Bundesbahnversicherungsanstalt als deren Rechtsnachfolgerin nach 1948 weiter betrieb und ausbaute. Da die Kindertuberkulose zurückging, verkaufte sie das Anwesen 1968 an die Heil- und Pflegeanstalt Stetten. Diese nutzte es seitdem als Heim für geistig Behinderte und betrieb dort auch Werkstätten für behinderte Menschen.
2022 wurde das Heim und die Werkstätten für geistig Behinderte Menschen aufgrund gesetzlicher Neuregelungen in Bezug auf Unterbringung und Standards geschlossen. Das Grundstück mit Gebäuden wurde veräußert und ging in Privatbesitz über. Ein Teil der Gebäude und Infrastruktur wurde an den Landkreis vermietet und soll, umfassend saniert, in eine Flüchtlingsunterkunft umfunktioniert werden. Die Inbetriebnahme ist für das Frühjahr 2023 geplant.

### Sonstige
- Das Waldhäuser Dorfhaus in der Vorstadtstraße wurde 1933 als Heim der Hitlerjugend erbaut, nach dem Zweiten Weltkrieg wurden dort Heimatvertriebene untergebracht.[21]
- Vor dem ehemaligen Feuerwehrhaus stand früher die „Holzoper“ genannte Turnhalle, in der sportliche und kulturelle Veranstaltungen stattfanden.[21]

## Gewerbe
Die Struktur des Einzelhandels veränderte sich in den vergangenen Jahrzehnten: Kleinere in Waldhausen ansässige Läden schlossen, und im benachbarten Lorcher Gewerbegebiet West eröffneten mehrere Supermärkte und Discounter.
Ende November 2014 gründete sich eine Dorfladengenossenschaft. Diese verfolgt das Ziel für Ältere und Kinder eine fußläufige Einkaufsmöglichkeit vor Ort zu haben als „kommunikative Dorfmitte“. Vor der Eröffnung sollte das Ladengeschäft 2015 renoviert werden. Nachdem die geforderte Anzahl an Mitgliedern erreicht wurde und das Land Baden-Württemberg einen Zuschuss aus den Mitteln Entwicklung ländlicher Raum (ELR) genehmigte, nahm das Projekt wieder Schwung auf. Im Dezember 2016 konnte dann der Dorfladen eröffnet werden.

## Verkehr
Die Linie 11 (Omnibusverkehr Göppingen) verbindet Waldhausen mit Göppingen und Schwäbisch Gmünd.
Waldhausen hat einen Haltepunkt an der Bahnstrecke Stuttgart–Aalen, welcher im Halbstundentakt bedient wird. Waldhausen liegt an der Bundesstraße 29.

## Öffentliche Einrichtungen

### Feuerwehr
Die Freiwillige Feuerwehr wurde Ende 1872 gegründet. 1958 wurde in Rattenharz ein überdeckter Feuersee eingeweiht. Das derzeitige Feuerwehrhaus Waldhausen wurde 1965 eingeweiht und wurde mit dem Einzug am 17. August 2012 durch ein gemeinsames Feuerwehrhaus für Waldhausen und Lorch ersetzt.

## Persönlichkeiten (Auswahl)
- Johannes von Hieber (1862–1951), Politiker, Reichstagsabgeordneter, Staatspräsident in Württemberg